# Партия нового альянса
Партия нового альянса (исп. Partido Nueva Alianza), сокращённо PNA — политическая партия Мексики, одна из партий-аутсайдеров страны, основана в 2005 году. Придерживается прогрессивизма и либеральной ориентации. Состоит в Либеральном интернационале.

## История
Партия была создана 1 августа 2005 года путём слияния политических образований: национальный профсоюз работников образования (SNTE), союз выпускников Автономного технологического института (ITAM), и движение коренных народов.